# افغانستان تایمز دیلی
افغانستان تایمز دیلی یک روزنامهٔ انگلیسی زبان و مستقل در شهر کابل افغانستان است. این روزنامه توسط شفیع راحل در سال ۲۰۰۵ بنیانگذاری شد. این روزنامه دارای ۱۲ صفحه است که بیشتر به موضوعات سیاست، مسائل اجتماعی و فرهنگی می‌پردازد.
این روزنامه از رسانه‌های اثرگذار و پرمخاطب افغانستان است و جایگاه خوبی در میان رسانه‌های چاپی این کشور کسب کرده‌است.
افغانستان دیلی تایمز کوشش دارد تا جامعهٔ جهانی را بیشتر با وضع کنونی افغانستان آشنا بسازد. این روزنامه امید دارد تا بتواند صلح و آزادی و مردم سالاری را در افغانستان گسترش دهد. این رسانه قصد دارد تا بزودی گاهنامه‌ای به نام «کابل اسکیپ» راه اندازی کند.
صبور سریر مدیر مسوول روزنامه، سیاست نشریاتی آنرا دفاع از منافع علیای کشور دانسته‌است.
شروع کار این روزنامه در فضای رسانه‌ای افغانستان درست هنگامی بود که دولت و جامعه افغانستان به ارائهٔ تصویر واقعی و شفاف از رویدادها، وقایع و تحولات سیاسی و اجتماعی افغانستان به جهانیان نیاز داشت؛ و افغانستان تایمز توانست به سرعت به رسانه‌ای اثرگذار و پرمخاطب تبدیل شود.

## کارمندان
افغانستان تایمز دیلی کارمندان سردبیر، ویرایشگران، روزنامه نگاران، طراح گرافیک، و مترجمان را به استخدام خود دارد. دکتر شریف فائز، دکتر عمر زاخیلوال، دکتر سلطانه پروانته، و دکتر شریف شریف عضو گروه ویرایشگران این روزنامه هستند.
عبدالصبور سریر، مدیر مسوول روزنامه افغانستان تایمز است که یک بار مورد سوء قصد قرار گرفت و جان سالم به در برد.

## امور مالی
در سالهای نخست پس از بنیانگذاری، این روزنامه مشکلات مالی ای داشت که شرایط ظاهراً روی به بهبود است.